# Tufão Ida (1945)
O tufão Ida, conhecido no Japão como tufão Makurazaki (枕 崎 台風), Foi um tufão poderoso e mortal que atingiu o Japão em 1945, causando mais de 2.000 mortes.

## História meteorológica
Ida atingiu a costa perto de Makurazaki na província de Kagoshima em 17 de setembro. Ida foi o tufão mais forte a atingir Kyushu já registado, com uma pressão mínima ao nível do mar de 916,1 hPa (27,05 inHg ) e uma rajada de vento máxima de 62.7 m/s (140 mph), que foi registado em uma estação meteorológica em Makurazaki. Essa leitura torna a tempestade responsável pela segunda pressão mais baixa já registada no Japão continental, depois do tufão Muroto de 1934.
Mais de 2.000 pessoas foram mortas na Prefeitura de Hiroshima depois que fortes chuvas trazidas pelo enfraquecimento de Ida causaram grandes deslizamentos de terra. A tempestade ocorreu poucos dias depois da rendição do Japão após a Guerra do Pacífico, e os danos causados por Ida pioraram a situação.
Além disso, o USS Repose (AH-16) supostamente entrou no olho de Ida e observou uma pressão atmosférica de 25,55 polegadas de mercúrio (cerca de 865 hPa). Isso está abaixo do Tufão Tip (870 hPa) em 1979, o recorde mundial oficial de pressão mínima ao nível do mar.